# Parigi-Roubaix 1995
La Parigi-Roubaix 1995, novantatreesima edizione della corsa e valida come terzo evento della Coppa del mondo di ciclismo su strada 1995, fu disputata il 9 aprile 1995, per un percorso totale di 266,5 km. Fu vinta dall'italiano Franco Ballerini, giunto al traguardo con il tempo di 6h27'08" alla media di 41,304 km/h.
Presero il via da Compiègne 170 ciclisti, 70 di essi portarono a termine la gara.

## Ordine d'arrivo (Top 10)
| Pos. | Corridore          | Squadra        | Tempo   |
| ---- | ------------------ | -------------- | ------- |
| 1    | Franco Ballerini   | Mapei-GB       | 6h27'08 |
| 2    | Andrej Čmil        | Lotto-Isoglass | a 1'56" |
| 3    | Johan Museeuw      | Mapei-GB       | s.t.    |
| 4    | Vjačeslav Ekimov   | Novell Softw.  | s.t.    |
| 5    | Johan Capiot       | Refin          | s.t.    |
| 6    | Eric Vanderaerden  | Brescialat     | a 2'00" |
| 7    | Fabio Baldato      | MG Maglificio  | s.t.    |
| 8    | Frédéric Moncassin | Novell Softw.  | s.t.    |
| 9    | Rolf Aldag         | Deutsche Tel.  | s.t.    |
| 10   | Gianluca Bortolami | Mapei-GB       | s.t.    |